# Cacique Mara
Pour les articles homonymes, voir Cacique et Mara.
Cacique Mara est l'une des dix-huit paroisses civiles de la municipalité de Maracaibo dans l'État de Zulia au Venezuela. Sa capitale est Maracaibo.